# RS Canum Venaticorum-variabel
En RS Canum Venaticorum-variabel, som fått sin benämning från dess prototypstjärna, RS Canum Venaticorum (förkortad RS CVn), är en typ av variabel stjärna, som utgörs av en tätt cirkulerande dubbelstjärna med aktiva kromosfärer, som kan orsaka stora stjärnfläckar. Dessa fläckar antas orsaka variationer i den observerade luminositeten hos stjärnorna. Systemen kan uppvisa variationer i en tidsskala av år på grund av variation i fläckarnas täckningsgrad, samt periodiska variationer som i allmänhet ligger nära omloppsperioden för dubbelstjärnan. Vissa konstellationer visar variationer i skenbar magnitud på grund av att de är förmörkande dubbelstjärnor. Magnituden fluktuerar typiskt ca 0,2 enheter.
Otto Struve (1946) var den som först tillerkändes upptäckten av denna grupp av stjärnor, men det var Oliver (1974) som var den första som formellt föreslog en uppsättning observationsegenskaper för att definiera RS CVn-kriterierna. Arbetsdefinitionen, som den används idag, fastställdes av Hall (1976).
RS CVn-variabeln är indelad i fem undergrupper:
- Regelbundna system. Omloppsperioden är mellan 1 och 14 dygn. Den varmare komponenten är av spektraltyp F eller G och luminositetsklass V eller IV. Stark Ca II H- och K-emission är synlig utanför förmörkelsen.

- Kortperiodsystem. Komponenterna är fristående och omloppsperioden är mindre än 1 dygn. Den varmare komponenten är av spektraltyp F eller G och luminositetsklass V eller IV. Ca II H- och K-emission kan ses hos en eller båda komponenterna.

- Långperiodssystem. Omloppsperioden är större än 14 dygn. Endera komponenten är av spektraltyp G till K och luminositetsklass II till IV. Stark Ca II H- och K-emission är synlig utanför förmörkelsen.

- Flare-stjärnsystem. I det här fallet är den hetaste komponenten av spektraltyp dKe eller dMe, där emissionen avser stark Ca II H och K.

- V471 Tauri-system. Den varmare komponenten är en vit dvärg. Den svalare komponenten, av spektralklass G till K, visar stark Ca II H- och K-emission.

Ljuskurvorna hos RS Canum Venaticorum-variabler visar en speciell halvperiodisk struktur utanför förmörkelsen. Denna struktur har betraktats som en förvrängningsvåg i ljuskurvan. Eaton och Hall (1979) bestämde att den enklaste mekanismen för att skapa förvrängningsvågen var "stjärnfläckar", vilka i analogi med solfläckar är stora, kalla aktiva regioner på fotosfären. Sådana fläckar har sedan dess observerats indirekt på många stjärnor av denna typ.
Kromosfärisk aktivitet signaleras av närvaron av emissionskärnor i spektrets resonanslinjer för Ca II H och K. Balmeremission, eller Hα, är också förknippad med aktiva kromosfärer. Röntgenstrålning är känt som en markör för aktiva koronala områden, och ultraviolett strålning och flaring är, i analogi med solen, känt för att vara ett tecken på stjärnaktiva övergångsregioner. Dessa områden på solen är förknippade med intensiva magnetfält, och solfläcksaktiviteten ökar i och kring dessa magnetiskt aktiva områden.
Vissa RS Canum Venaticorum-variabler är kända källor till röntgen- och radiostrålning. Radiostrålningen är av icke-termiskt ursprung (gyrosynkrotron) och är en av de få direkta indikatorerna på magnetfält. Röntgenstrålningens luminositet är i storleksordningen Lx >> 1 024 watt. Denna emission har tolkats, liksom för solen, till att orsakas av en het, T ~ 107 K, korona.
En annan undergrupp av RS Canum Venaticorum-variabler är känd för att ha ett överskott av infraröd strålning, observerad med Spitzer Space Telescope.